# Antun Stipančić
Antun Stipančić, född 18 maj 1949, Duga Resa i Kroatien (dåvarande Jugoslavien), död 20 november 1991 i Zagreb, var en kroatisk bordtennisspelare och världsmästare i dubbel, och europamästare i dubbel, mixed dubbel och lag. 
Under sin karriär tog han 11 medaljer i bordtennis-VM, varav 1 guld, 4 silver och 6 brons.

## Biografi
Antun Stipančić vann många internationella titlar och placeringar i singel, dubbel, och lag. I slutet av 1950-talet upptäcktes han av tränaren Josip Trupković. 1961 vann han sin första turnering. Stipančić var vänsterhänt, en liten, lekfull och offensiv spelare, som gärna spelade med mycket topp- och sidospinn. Han var i två VM-finaler i dubbel (tillsammans med Dragutin Šurbek) och vann en av dem. 
Han spelade aldrig någon singelfinal i bordtennis-EM men spelade tre dubbelfinaler och vann två av dem (1968, 1970). Mixed dubbel vann han (tillsammans med Erzsebet Palatinus) 1976 samma år som det jugoslaviska laget vann lagtävlingen.
Journalister och fans kallade honom för "mannen med den gyllene handen"[källa behövs]. Enligt Bengt Grive och J-O Waldner är han den bordtennisspelare som haft bäst bollsinne. 
I Jugoslavien spelade Stipančić för klubben GSTK Vjesnik Zagreb. 1981 började han spela för TSV Kronshagen som spelade i 2. Bundesliga (andra divisionen i Tyskland).

## Meriter
- Bordtennis VM
  - 1967 i Stockholm
    - 7:e plats med det jugoslaviska laget

  - 1969 i München
    - kvartsfinal singel
    - 3:e plats med det jugoslaviska laget

  - 1971 i Nagoya
    - kvartsfinal dubbel
    - 2:a plats mixed dubbel (med Maria Alexandru)
    - 3:e plats med det jugoslaviska laget

  - 1973 i Sarajevo
    - 3:e plats singel
    - 3:e plats dubbel (med Dragutin Surbek)
    - kvartsfinal mixed dubbel
    - 6:e plats med det jugoslaviska laget

  - 1975 i Calcutta
    - 2:a plats singel
    - 2:a plats dubbel (med Dragutin Surbek)
    - 2:a plats med det jugoslaviska laget

  - 1977 i Birmingham
    - 3:e plats dubbel (med Dragutin Surbek)
    - 6:e plats med det jugoslaviska laget

  - 1979 i Pyongyang
    - 1:a plats dubbel (med Dragutin Surbek)
    - 6:e plats med det jugoslaviska laget

  - 1981 i Novi Sad
    - 3:e plats dubbel (med Dragutin Surbek)

- Bordtennis EM
  - 1968 i Lyon
    - 1:a plats dubbel (med Edvard Vecko)

  - 1970 i Moskva
    - kvartsfinal singel
    - 1:a plats dubbel (med Dragutin Surbek)
    - 2:a plats med det jugoslaviska laget

  - 1972 i Rotterdam
    - 3:e plats singel
    - kvartsfinal dubbel
    - kvartsfinal mixed dubbel
    - 2:a plats med det jugoslaviska laget

  - 1974 i Novi Sad
    - 3:e plats dubbel (med Dragutin Surbek)
    - 3:e plats mixed dubbel (med Maria Alexandru)

  - 1976 i Prag
    - kvartsfinal singel
    - 3:e plats dubbel (med Dragutin Surbek)
    - 1:a plats mixed dubbel (med Erzsebet Palatinus)
    - 1:a plats med det jugoslaviska laget

  - 1978 i Duisburg
    - 3:e plats dubbel (med Dragutin Surbek)
    - kvartsfinal mixed dubbel

  - 1980 i Bern
    - 2:a plats dubbel (med Dragutin Surbek)
    - 3:e plats mixed dubbel

- Europa Top 12
  - 1971 i Zadar: 2:a plats
  - 1972 i Zagreb: 1:a plats
  - 1973 i Böblingen: 3:e plats
  - 1974 i Trollhättan: 6:e plats
  - 1975 i Wien: 2:a plats
  - 1976 i Lybeck: 7:e plats
  - 1977 i Sarajevo: 8:e plats

- Balkan Championships - guldmedaljer
  - Singel - 1975
  - Dubbel – 1968, 1975, 1978, 1979
  - Mixed dubbel – 1967, 1975, 1978
  - Lag - 1967, 1968, 1975, 1978, 1979

- Swedish Open Championships
  - 1974 - 2:a plats singel